# 旭化成せんい
旭化成せんい株式会社（あさひかせいせんい）は、かつて存在した日本の繊維会社。本社は大阪府大阪市にあった。

## 沿革
- 1922年（大正11年）5月25日 - 旭絹織株式会社を設立。本店は大阪市。
- 1923年（大正12年）- 宮崎県延岡市に延岡工場完成。
- 1931年（昭和6年）
  - 日本ベンベルグ絹絲株式会社でベンベルグ生産開始。
  - 5月21日 - 延岡アンモニア絹絲株式会社を設立。本店は大阪市。
- 1933年（昭和8年）7月15日 - 延岡アンモニア絹絲株式会社は、日本ベンベルグ絹絲株式会社および旭絹織株式会社を合併し、社名を旭ベンベルグ絹絲株式会社と改称。
- 1943年（昭和18年）4月5日 - 旭ベンベルグ絹絲株式会社は、日本窒素火薬株式会社を合併し、商号を日窒化学工業株式会社に変更。
- 1946年（昭和21年）4月1日 - 旭化成工業株式会社に商号変更。
- 2001年（平成13年）1月1日 - 旭化成株式会社に商号変更。
- 2003年（平成15年）10月1日 - 旭化成の繊維事業を分社化し、旭化成せんい株式会社を設立。
- 2016年（平成28年）4月1日 - 旭化成株式会社に吸収合併。

## 製品
- ベンベルグ
- ロイカ
- エルタス
- ベンリーゼ
- ラムース
- ユーテック
- レオナ

## 拠点
- 宮崎県延岡市
- 滋賀県守山市